# Isidoro La Lumia
Isidoro La Lumia (1er novembre 1823, Palerme - 28 avril 1879, ibid.) est un homme politique et historien italien du XIXe siècle, auteur de nombreux ouvrages sur l'histoire de la Sicile.

## Biographie
Isidoro La Lumia fréquente l'école de littérature du penseur régionaliste Francesco Paolo Perez, où il tisse de fortes relations amicales et intellectuelles avec Giacinto Carini, Paolo et Vito Pappalardo. Il publie en 1839 à l'âge de 16 ans, des œuvres littéraires et historiques : Maria ou Palerme en 1647, Bianca de' Rossi et Evelina.
Il fonde en 1842 la revue La Concordia à laquelle collabore occasionnellement son ancien professeur, Perez, et qui participe avec d'autres publications à la construction de la pensée autonomiste sicilienne.
Lors de la révolution de 1848, il est secrétaire du Comité général, chargé de rédiger un « Mémoire historique sur les droits politiques de la Sicile ». Il abandonne la politique au retour des Bourbons au profit de ses études historiques mais y revient après 1860 en dirigeant le Giornale officiale di Sicilia.
En 1864, il devient le directeur des Archives nationales à Palerme, poste qu'il a occupé jusqu'à sa mort. Il fait partie des fondateurs de la Société sicilienne pour l'histoire de la Patrie, dont il est vice-président jusqu'à sa mort.
Comme historien, il s’intéresse au passé de la Sicile, depuis l'Antiquité jusqu'à l'époque contemporaine. Il publie également une brochure Palerme, son passé, son présent, ses monuments à l'occasion du XIIe congrès des scientifiques de Palerme en 1875.

## Ouvrages (sélection)
- Documenti degli archivi siciliani. 1868.
- Storie siciliane. Palerme, 1883-84.
- Studii di storia siciliana. Palerme, 1870.
- I Romani e le guerre civili in Sicilia. Turin, 1874.
- I Luna e i Perollo. 1844.
- Storia della Sicilia sotto Guglielmo il Buono. Le Monnier, 1867.
- La Sicilia sotto Carlo V. imperatore. Lauriel, Palerme, 1862.
- La Sicilia sotto Vittorio Amedeo di Savoia. Livourne, 1877.
- Gli ebrei siciliani. Sellerio di Giorgianni. 1984.
- Histoire de l'expulsion des Juifs de Sicile, 1492. Trad. de l'italien par Michel Valensi. Paris : Allia, 1992.
- Estratti di processo per lite feudale del secolo XV. Amenta, Palerme, 1878.
- Mémoire historique sur les droits politiques de la Sicile. Franck, Paris, 1849.
- L'obbligazione cambiaria e il suo rapporto fondamentale. Vallardi, Milan, 1923.
- Histoire de l’expulsion des Juifs de Sicile, Paris, Allia, 1993, 96 p. (ISBN 978-2-84485-960-0)